# Lindweiler (Kolonia)
Lindweiler, Köln-Lindweiler — dzielnica miasta Kolonia w Niemczech, w okręgu administracyjnym Chorweiler, w kraju związkowym Nadrenia Północna-Westfalia, na lewym brzegu Renu. 